# Estrecho de Mindoro
El estrecho de Mindoro (en inglés, Mindoro Strait) es un estrecho marino localizado en el archipiélago filipino, que separa la isla de Mindoro al este, de la isla de Busuanga en las islas de Calamianes al oeste del mismo. Conecta el mar de la China Meridional con el mar de Sulu y en sus aguas se encuentra el  Apo Reef, el mayor sistema de arrecifes de coral en Filipinas. El estrecho tiene un ancho de unos 80 km aproximadamente.
El estrecho de Mindoro es parte de una ruta alternativa para grandes barcos que van hacia y desde el océano Índico hasta el Pacífico. Son buques mayores que el tamaño  Malaccamax y que, por tanto, no puede pasar a través del estrecho de Malaca.
- Datos: Q1936516
- Multimedia: Mindoro Strait / Q1936516